# 石川弘則
石川 弘則（いしかわ ひろのり、10月18日 - ）は、日本の男性声優。イエローテイル（ジュニア）所属。東京都出身。

## 出演作品
（出典：）

### テレビドラマ
- イヌゴエ（ニュースキャスター）

### ゲーム
- 戦極姫 シリーズ
  - 戦極姫2 -百華、戦乱辰風の如く-（2010年、鳥居景近 / 久武親信）
  - 戦極姫3〜天下を切り裂く光と影〜（PSP）（2011年、後藤又兵衛 / 十河一存）
- 二世の契り（2010年、蛇陣）
- 出撃!! 乙女たちの戦場2〜天翔ける衝撃の絆〜（2011年、木葉楓）
- 三極姫〜三国乱世・覇天の采配〜（2011年、李儒）
- エルクローネのアトリエ 〜Dear for Otomate〜（2012年）
- つよきす3学期（2012年）
- 源狼 GENROH（2012年、藤原泰衡）
- バクダン★ハンダン（2012年）
- Princess Arthur（2013年、衛兵）
- サウザンドメモリーズ（2013年）
- 忍び、恋うつつ ― 雪月花恋絵巻 ―（2015年）
- 深夜0時、素顔の執事（2015年、白藤 葵）
- KLAP!! 〜Kind Love And Punish〜（2015年）

### ドラマCD
- 俺がオマエを守る（2009年）※同名ゲームの予約特典ドラマCD

### ラジオ
- 純子と涼のアシタヘストライク!F（ニュースヘッドライン）